# Hedwig Wechner

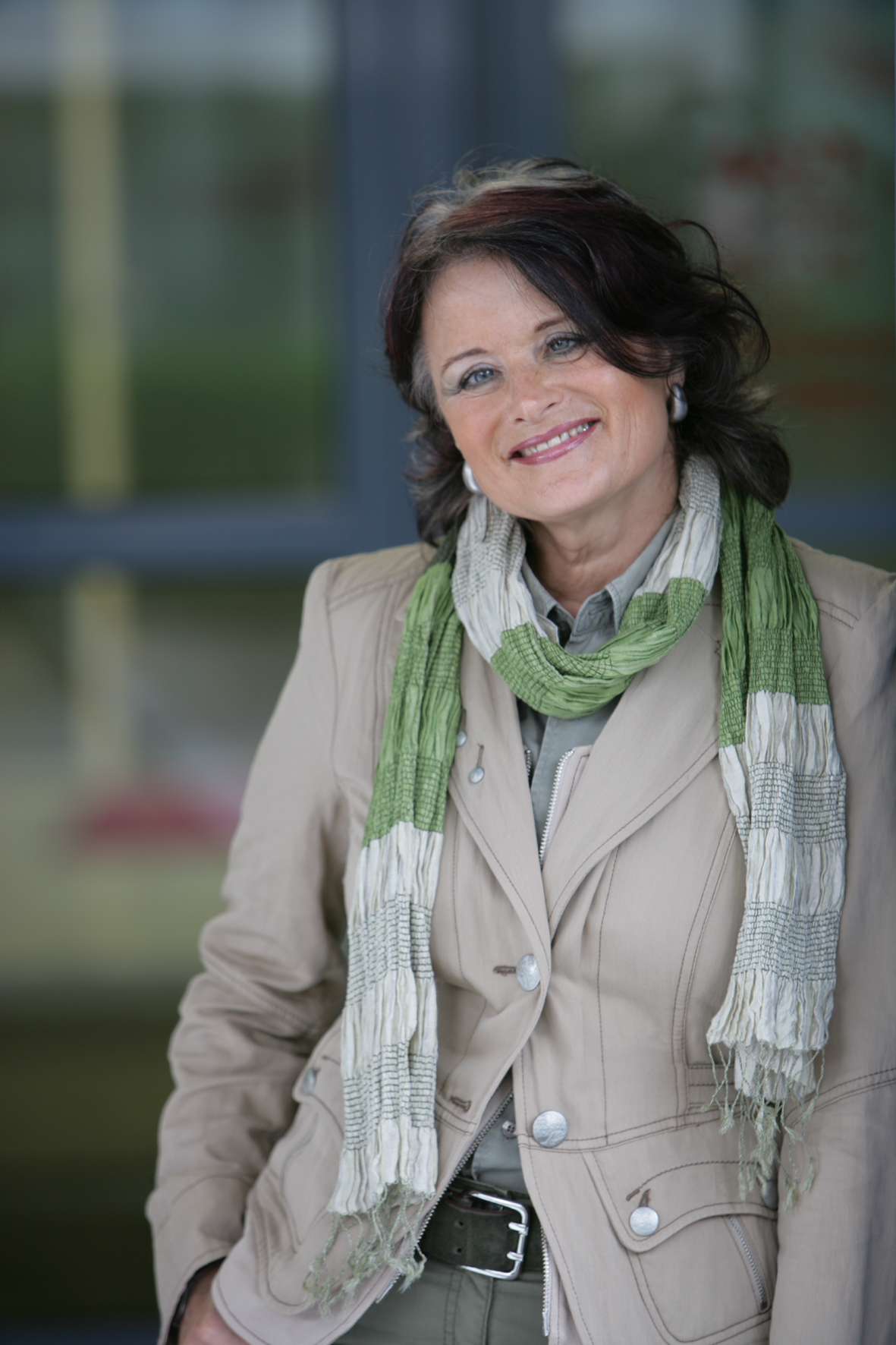
Hedwig Wechner, 2009

Hedwig Wechner (* 27. Dezember 1955 in St. Johann in Tirol) ist eine österreichische Politikerin (LHW) und ehemalige Abgeordnete zum Nationalrat.

## Leben
Hedwig Wechner besuchte nach der Volksschule ein neusprachliches Gymnasium und absolvierte danach die Pädagogische Akademie. Nach ihrer Ausbildung war sie Hauptschullehrerin an der Sporthauptschule in Wörgl.

## Politik
Wechner war zwischen 1986 und 1990 Mitglied des Gemeinderats von Angath und wechselte danach nach Wörgl, wo sie von 1992 bis 1998 Gemeinderätin war. Zwischen 1998 und 2004 war sie Stadträtin in Wörgl. Von 2004 bis 2010 war sie zweite Vizebürgermeisterin der Stadt. Zudem ist Wechner Mitglied des Bezirkschulrats in Kufstein und Personalvertreterin der Sozialdemokratischen Lehrer Österreichs (SLÖ).
Nach dem Wechsel von Gerhard Reheis in die Landesregierung Platter rückte Wechner am 4. Juli 2008 in den Nationalrat nach, aus dem sie am 27. Oktober 2008 wieder ausschied.
In der Bürgermeister-Stichwahl vom 28. März 2010 wurde Wechner als Nachfolgerin von Arno Abler mit ihrer Liste Hedi Wechner zur Bürgermeisterin der Stadt Wörgl gewählt.